# Neodartus scutellatus
Neodartus scutellatus är en insektsart som beskrevs av William Lucas Distant 1908. Neodartus scutellatus ingår i släktet Neodartus och familjen dvärgstritar. Inga underarter finns listade i Catalogue of Life.